# Stop the World
Stop the World è una canzone del gruppo musicale statunitense Extreme, estratta come secondo singolo dall'album III Sides to Every Story verso la fine del 1992. 
Ha raggiunto la posizione numero 95 della Billboard Hot 100 e il nono posto della Mainstream Rock Songs negli Stati Uniti, ottenendo dunque un successo minore rispetto ai singoli precedenti. Tuttavia riconfermò la popolarità del gruppo nel Regno Unito, piazzandosi alla posizione numero 22 della Official Singles Chart.

## Tracce
7" Single A&M 580 105-7
1. Stop the World – 4:35
2. Christmas Time Again – 5:07

12" Maxi AMY-0096
1. Stop the World – 4:35
2. Warheads – 5:18
3. Christmas Time Again – 5:07
4. Stop the World (versione album) – 5:58

## Classifiche
| Classifica (1992/93)          | Posizione massima |
| ----------------------------- | ----------------- |
| Canada                        | 19                |
| Regno Unito                   | 22                |
| Stati Uniti                   | 95                |
| Stati Uniti (mainstream rock) | 9                 |